# Artistik

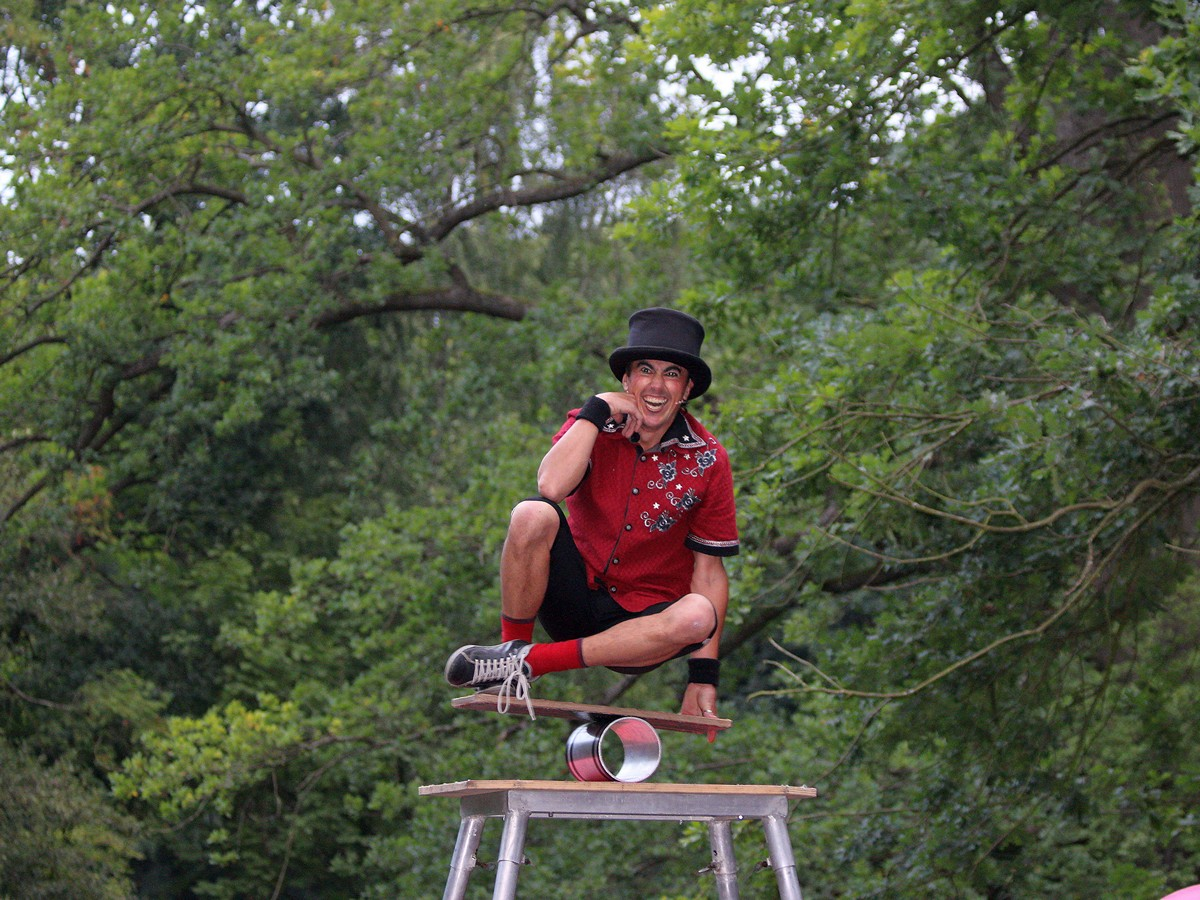
Artistische Balance

Die Artistik ist der Sammelbegriff für Darbietungen im Zirkus, Varieté und Veranstaltungswesen, die nicht eindeutig einem anderen Bereich der Kunst oder Musik zuzuordnen sind.
Sie ist eine Kunstform, in der die Artisten oft die Hauptdarsteller vor dem Publikum sind. Sie benutzen hoch spezialisierte körperliche und geistige Fähigkeiten als Ausdrucksmittel. Oftmals werden dabei auch Gegenstände benutzt, wie z. B. beim Jonglieren. Im Turnsport ist der Begriff gleichbedeutend mit Akrobatik.
Artistik ist auch eine Form in der hermetischen Lyrik, die sich selbst als Inhalt versteht. Die Artistik versucht nicht, dem Leser den Inhalt nahezubringen, sondern ist nur für sich selbst verständlich.
Im Jahr 1956 wurde vom Ministerium für Kultur der DDR die staatliche Artistenschule Berlin gegründet. Nach der Wiedervereinigung  wurde diese Einrichtung im Jahr 1995 mit der Ballettschule zusammengeführt. Absolventen können den Abschluss Staatlich geprüfter Artist erwerben.